# بدنه قانون مدنی

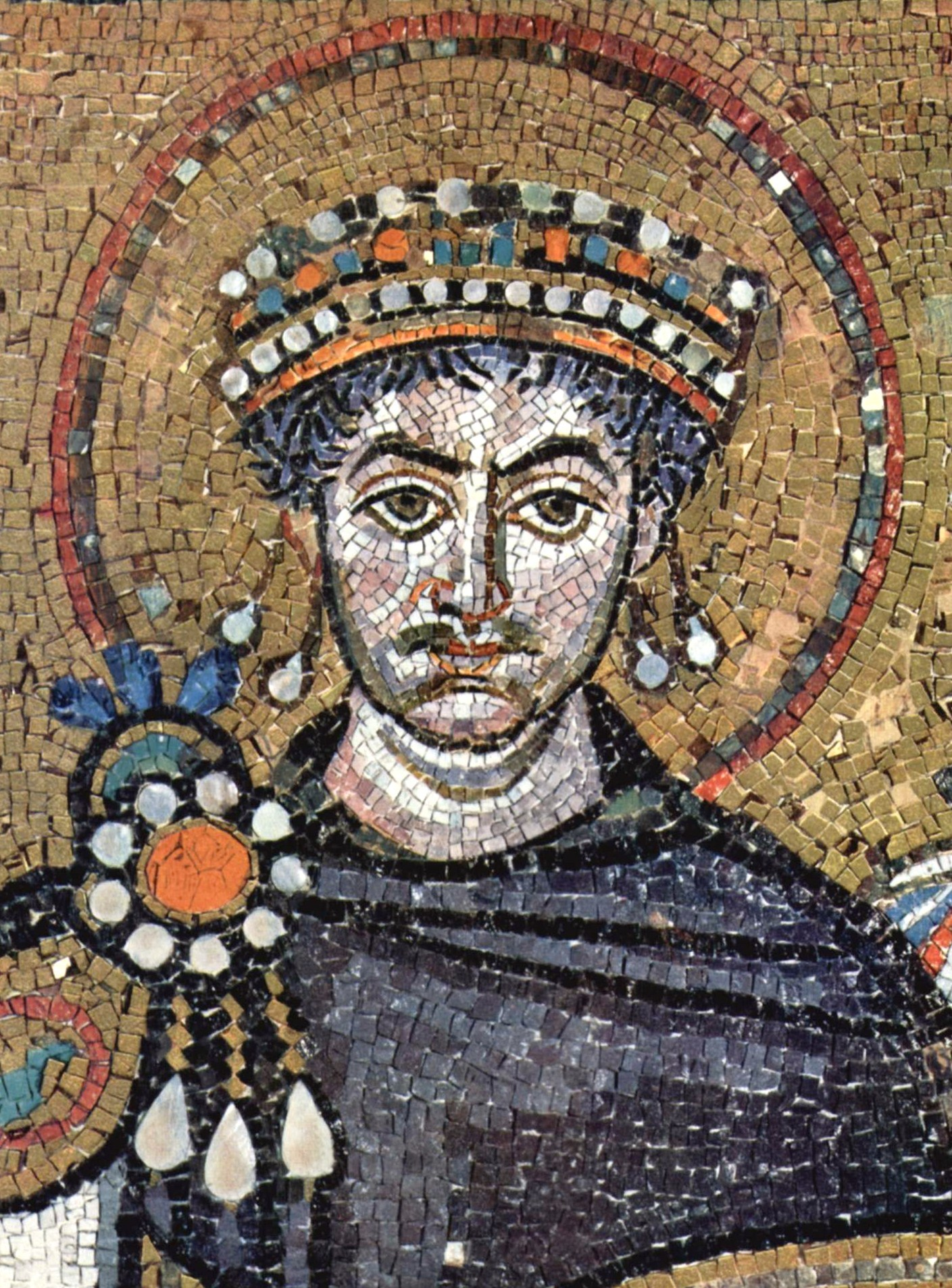
تصویر ژوستینین یکم که بر روی کاشی‌های رنگی در کلیسای سان ویتاله واقع در رونای ایتالیا نقش بسته‌است.

بدنه قانون مدنی(به لاتین: Corpus Juris (or Iuris) Civilis) نامی جدید برای یکسری فعالیت‌های اساسی در حوزه تدوین قانون است که مابین سال‌های ۵۲۹ تا ۵۳۴ بعد از میلاد به فرمان ژوستینین یکم، امپراتور روم شرقی صورت گرفته و انتشار یافت. از بدنه قانون مدنی گاه به عنوان قانون ژوستینین نیز یاد می‌شود.